# Abd al-Hakim Amir
Muhammad Abd al-Hakim Amir (arab. محمد عبد الحكيم عامر, Muḥammad ʿAbd al-Ḥakīm ʿĀmir; ur. 11 grudnia 1919, zm. 14 września 1967) – egipski wojskowy, działacz ruchu Wolnych Oficerów i uczestnik rewolucji 1952. W latach 1953–1967 głównodowodzący armią egipską, dowodził jej siłami w czasie kryzysu sueskiego, interwencji w Jemenie Północnym oraz wojny sześciodniowej. Obarczony winą za wywołanie wojny i klęskę Egiptu w tym konflikcie, popełnił samobójstwo w więzieniu.

## Życiorys

### Wczesna działalność
Pochodził z rodziny zamożnych właścicieli ziemskich. Ukończył egipską Akademię Wojskową. Studiował w tym samym czasie, co większość późniejszych przywódców ruchu Wolnych Oficerów, na czele z Gamalem Abdelem Naserem, Anwarem as-Sadatem, Abd al-Latifem al-Baghdadim i Zakarijją Muhji ad-Dinem. Podobnie jak oni w czasie studiów zaczął wyrażać poglądy nacjonalistyczne i antybrytyjskie. Po ukończeniu Akademii służył w Chartumie.

### Udział w rewolucji egipskiej. Głównodowodzący egipskich sił zbrojnych
Należał do najważniejszych członków stowarzyszenia Wolnych Oficerów, chociaż nie zasiadł w kierującym nim komitecie. Wziął udział w przewrocie wojskowym 23 lipca 1952, który odsunął od władzy króla Faruka I, zasiadł w Radzie Rewolucyjnych Dowódców. Po sierpniu 1952, gdy wpływy w radzie stracili zwolennicy komunistów, stał się jedną z najbardziej wpływowych osób w państwie. W czerwcu 1953 Gamal Abdel Naser, de facto przewodzący rewolucji, przeforsował usunięcie gen. Muhammada Nadżiba ze stanowiska głównodowodzącego egipskich sił zbrojnych i wprowadzenie na jego miejsce Amira, który przy tej okazji został awansowany ze stopnia majora od razu na stopień generalski. Po utworzeniu przez Egipt i Syrię Zjednoczonej Republiki Arabskiej został delegowany przez Nasera do nadzorowania władz syryjskich (Północnej Prowincji). Zahamował postępy reformy rolnej, która zaczęła być w Syrii wdrażana w 1958 na wzór egipski, aby zyskać popularność wśród syryjskich kupców i właścicieli ziemskich. Szybko stał się w Syrii wyjątkowo niepopularny. Dowodził armią egipską w czasie kryzysu sueskiego oraz egipskimi siłami interwencyjnymi w Jemenie Północnym. 20 lutego 1958 awansowany na stopień marszałka polowego.
W 1962 mógł odsunąć Nasera od władzy poprzez przeprowadzenie nowego przewrotu wojskowego, jednak ostatecznie zadowolił się zwolnieniem swojego stanowiska spod kontroli Rady Prezydenckiej, co gwarantowało mu faktyczną swobodę w działaniu. Stosunki między dawnymi bliskimi współpracownikami poważnie się pogorszyły. Rywalizacja z Amirem o popularność i autorytet w społeczeństwie była jednym z powodów, dla którego Naser jeszcze w 1961 ponownie pogłębił lewicowy kurs swojej polityki, tworząc komisję przygotowującą pierwszy Narodowy Kongres Sił Pracujących.
W lipcu 1963 został pierwszym z siedmiu wiceprezydentów Egiptu przy prezydencie Naserze. Pełnił także funkcje przewodniczącego Naczelnego Komitetu Gospodarczego, Komitetu Likwidacji Feudalizmu, Komitetu Wielkiej Tamy, Komitetu Śledczego ds. korupcji w administracji państwowej oraz Federacji Piłki Nożnej. W 1964 otrzymał medal Bohatera Związku Radzieckiego.

### Wojna sześciodniowa i upadek
W 1967 Amir przyczynił się (choć jest kwestią kontrowersyjną, w jakim stopniu) do przekonania prezydenta Nasera, że siły egipskie są przygotowane do wojny z Izraelem. Wobec szeregu porażek politycznych i prestiżowych Egiptu w poprzednich latach (brak sukcesów w wojnie jemeńskiej, rozpad unii z Syrią, stagnacja ekonomiczna) Naser uznał, iż sukces w walce z Izraelem mógłby poprawić pozycję kraju w świecie arabskim. Wojna zakończyła się jednak całkowitą klęską Egiptu i jego sojuszników.
Amir nawet po klęskach podległych sobie sił przekonywał, że Egipcjanie w istocie odnosili na froncie sukcesy, nie mógł jednak długo ukrywać prawdy. 8 czerwca podał się do dymisji ze wszystkich piastowanych stanowisk razem z prezydentem Naserem. Prezydent cieszył się autentyczną popularnością w społeczeństwie, Amir zaś stracił ją przez swój wystawny tryb życia i liczne skandale obyczajowe. W rezultacie 10 czerwca Zgromadzenie Narodowe zaapelowało do Nasera o wycofanie swojej dymisji. Naser pozostał u władzy i obarczył głównodowodzącego armią całą winą za przegraną wojnę. Oskarżył go o organizowanie zamachu stanu i doprowadził do jego aresztowania razem z 50 bliskimi współpracownikami, w tym ministrami spraw wewnętrznych i obrony. W kolejnych latach obarczano go również winą za niepowodzenie egipskiej interwencji w Jemenie.
14 września 1967 Amir popełnił samobójstwo w więzieniu; podejrzewano, że w istocie padł ofiarą morderstwa. Według jednej z wersji przebywający w więzieniu oficer otrzymał szansę honorowego odebrania sobie życia, zanim stanie przed sądem oskarżony o zdradę stanu. W 2012 sprawą śmierci Amira, na wniosek jego rodziny, ponownie zajęła się prokuratura wojskowa.